# Lăutarii de pe Valea Bistriței, Gorj
În localitățile de pe cursul Bistriței gorjene, la fel ca în cele de pe apele vecine, Tismana și Jaleș, cu care Bistrița se întâlnește în Jiu, întâi au fost cântate baladele. Folcloriștii păstrează în arhiva națională astfel de cântece epice, înregistrate la Peștișani. Din baladele vitejești, a fost culeasă și publicată balada Iancu Jianu în revista „Buciumul” din Brădiceni, iar balada Radu Anghel a fost înregistrată la 30 septembrie 1934 pe cilindri de fonograf (cota 3076h), cântată de I. Brădiceanu.

## Lăutarii din Peștișani
La Peștișani, prima bandă de lăutari a fost cea condusă de vioristul Simion Falcue zis Itu (n. 1900 - d. 1963). Alături de Itu a cântat Maria Bobirci zisă Mița (n. 1920 - d. 1981), chitaristă și solistă vocală, a doua sa soție. 
Altă bandă de lăutari din Peștișani a fost cea condusă de Dumitru Ștefu zis Durdulan (n. 1910 - d. 1977), viorist primaș. 
Aici a cântat și mai activează ocazional banda vioristului Gheorghe Julea (n. 1942), fiul lăutarului Dumitru Julea zis Dumigui. Acesta a cântat cu soția sa, Maria Julea (voce), cu bracistul Decebal Cușlea zis Ciortan (n. 14 octombrie 1943 - d. 2012), cu Gheorghe Julea zis Marius (vioară), cu Gheorghe Trohonel (braci), cu basistul Pantelimon Pobirci zis Mon (n. 1934 - d. 2009), cu Maria Falcoe (chitară și voce), soția lui Mon și cu Constantin Falcoe zis Vișan (bas).

## Lăutarii din Brădiceni
Lăutari cunoscuți au cântat și la Brădiceni. Localitatea a fost centru comercial și reședință de plasă, având instituții administrative și judecătorești. La Brădiceni au cântat lăutari importanți, precum Nicolae Falcue și Ion Ciulei. Banda vioristului Nicolae Falcue (n. 1892 - d. 1960), a fost foarte vestită în zonă. Acesta a cântat împreună cu frații săi, vioriștii Vasile Falcoe și Ion Falcoe zis Ștefoiu, vioristul Ion Ciulei zis Ciuș (n. 1907 - d. 1943), solista și chitarista Iulica Ciulei zisă Lucica (n. 1894 - d. 1946), basistul pe Nicolae Piper zis Călăuză (n. 1911 - d. 1968) și naistul Ion Trohonel zis Gugă (n. 1896 - d. 1949). 
Lăutarii Nicolae Falcoe și Ion Ciulei au cântat înainte de cel de-Al Doilea Război Mondial și în București, la cârciuma „La Vasilescu“ din spatele Gării de Nord. Fiul lui Ion Ciulei-Ciuș, vioristului Nicolae Ciulei (n. 1933), și-a creat și el propria bandă din care făceau parte soția, solista și chitarista Aurelia Ciulei, solista și acordeonista Ana Țambu zisă Anișoara, bracistul Gheorghe Trohonel din Peștișani și basistul Constantin Jula (n. 1914 - d. 2001).

## Lăutarii din Telești
Lăutari importanți au fost și în satul Telești, cel mai cunoscut din localitate fiind vioristul și solistul vocal Ioniță Țambu (n. 1903 - d. noiembrie 1956), fiul lăutarului Constantin Țambu zis Umbreluță. Banda sa a fost alcătuită inițial din bracistul Gheorghe Falcoe, chitarista Elisabeta Trohonel și basistul Trifon Trohonel. Concomitent cu creșterea faimei lui Ioniță Țambu a crescut și numărul membrilor formației, ajungând la unsprezece.
Pe lângă componenții primei sale bande s-au alăturat lăutarii din Peștișani, iar în timp și cei cinci copii ai lui Ioniță: solistele Aurelia și Anișoara Țambu și vioriștii Constantin, Ion și Victor Țambu. Ioniță Țambu a cântat și cu vocea balade, iar la vioară jocuri și dansuri ca Ofițereasca, Hora-n două părți și Sârba lui Ioniță. După moartea sa, conducerea bandei a fost preluată de fiul său, vioristul Constantin zis Tăin. Celălalt fiu al lui Ioniță, vioristul Ion Țambu, s-a căsătorit la Brădiceni cu Maria. Aici și-a format propria formație, foarte vestită și apreciată în zonă. Aurelia Țambu zisă Rela (n. 1938), prima fiică a lui Ioniță, a cântat la Brădiceni unde s-a căsătorit cu vioristul Nicolae Ciulei. Anișoara Țambru (n. 1944), fiica cea mică a lui Ioniță, solistă și acordeonistă, a cântat alături de soțul ei Nicu Trohonel.
Mezinul familiei, vioristul Victor Țambu (n 1946), a ajuns unul dintre marii lăutari ai Gorjului. Acesta cântat în ansamblurile artistice „Doina Gorjului”, „Altița” și „Balada Jiului”. A înregistrat două CD-uri, un disc Electrecord cu 12 piese și a efectuat peste 30 imprimări radio. Are și patru compoziții proprii: Horă lui Victor Țambu, Sârba lui Ioniță, Sârba minerilor și Rustenul din Telești. El a înființat Ansamblul „Rapsozii Gorjului” împreună cu alți soliști instrumentiști de la Școala Populară de Artă. Cu timpul ansamblul s-a desființat, iar formația a devenit Taraful tradițional „Rapsozii Gorjului”, condus de soții Nicu și Rela Ciulei din Brădiceni